# Krakauhintermühlen
Krakauhintermühlen è una frazione di 530 abitanti del comune austriaco di Krakau, nel distretto di Murau (Stiria). Già comune autonomo, il 1º gennaio 2015 è stato fuso con gli altri comuni soppressi di Krakaudorf e Krakauschatten per costituire il nuovo comune.